# Joram Aridor

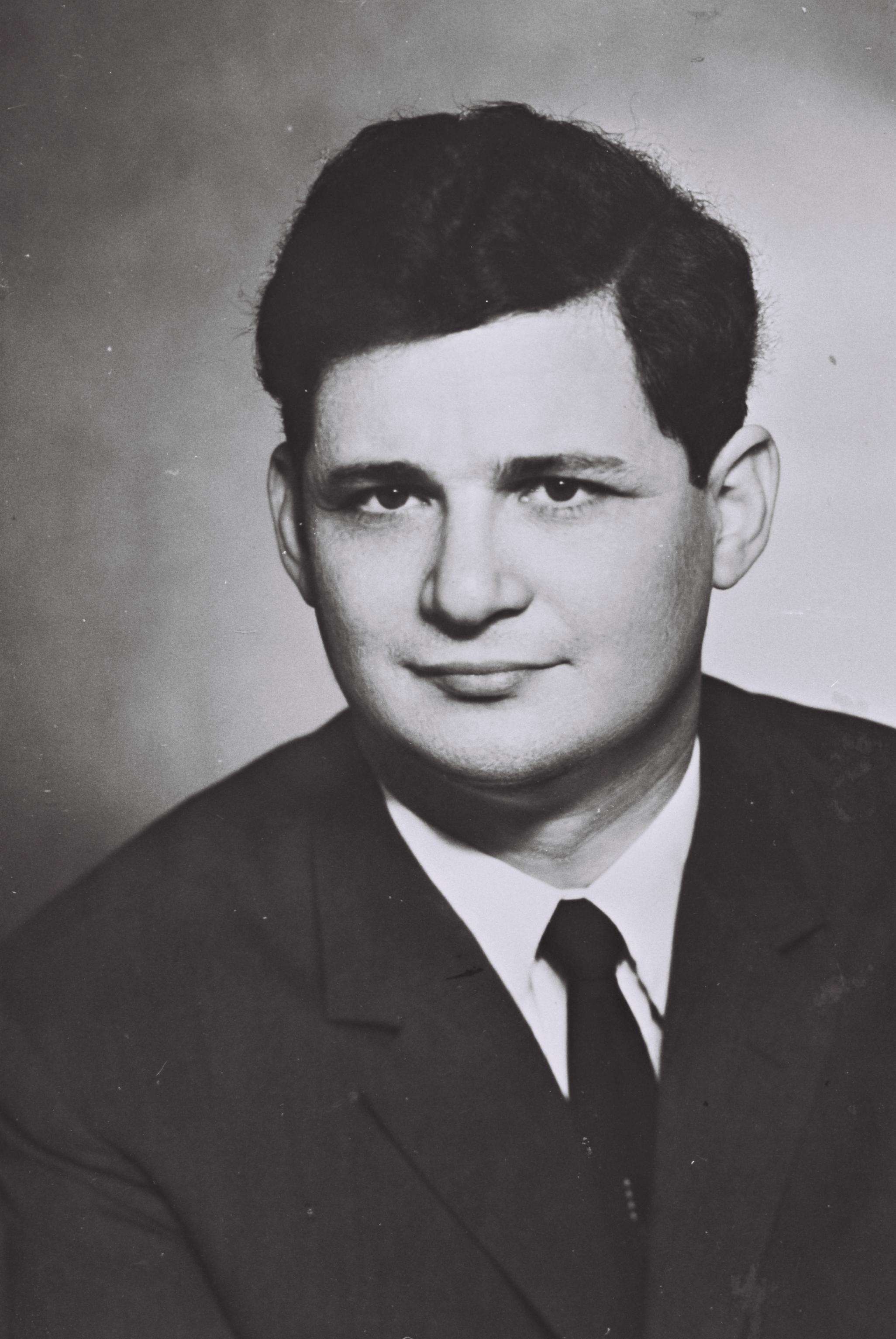
Joram Aridor (1969)

Joram Aridor (* 24. Oktober 1933 in Tel Aviv) ist ein israelischer Politiker und ehemaliger Minister.

## Biografie
Nach der Schulausbildung an der Tel Aviv High School absolvierte er ein Studium der Wirtschaftswissenschaften, Politikwissenschaften und Rechtswissenschaften an der Hebräischen Universität Jerusalem. Anschließend war er als Rechtsanwalt tätig.
Seine politische Laufbahn begann er mit seiner Wahl zum Abgeordneten der Knesset am 17. November 1969, wo er bis zum 21. November 1988 die Interessen der Cherut und dann ab 1974 des Likud vertrat. Von Januar 1974 bis Juni 1977 war er nicht nur Vorsitzender des Ausschusses für Innere Angelegenheiten und Umwelt, sondern auch Vorsitzender des Unterausschusses für Grundrechte. Zeitweise war er auch Vorsitzender der Fraktionen der Cherut und des Likud sowie Vorsitzender des Sekretariats der Cherut.
Am 4. Juni 1977 wurde er als Vizeminister im Amt des Premierministers Menachem Begin ins Kabinett berufen. Am 5. Januar 1981 wurde er dann von Begin zum Kommunikationsminister ernannt und am 21. Januar 1981 zugleich Finanzminister. Dieses Amt behielt er auch in der nachfolgenden Regierung von Jitzchak Schamir bis zu seinem Rücktritt wegen der Kosten der Invasion in den Libanon, seinem Scheitern beim Versuch der Dollarisierung aufgrund des schwachen Wechselkurses des Schekel, des Staatsdefizits und der wachsenden Inflation am 15. Oktober 1983.
Zwischen 1990 und 1992 war er Botschafter bei den Vereinten Nationen (UN). 2002 wurde er von Kommunikationsminister Reuven Rivlin zum Vorstandsvorsitzenden des staatlichen Kommunikationsunternehmens Bezeq ernannt. Schließlich wurde er im Februar Vorsitzender der sogenannten Aridor-Kommission, einer Staatlichen Kommission zur Unterstützung öffentlicher Institutionen.